# روز ولنتاین (فیلم)
روز ولنتاین (به انگلیسی: Valentine's Day) نام یک فیلم رمانتیک/کمدی محصول ۲۰۱۰ کشور آمریکا است.

## خلاصه داستان
داستان فیلم در مورد روابط دوستانه و عاشقانه چند نفر آمریکایی در خلال روز ولنتاین سال ۲۰۱۰ است که در طول زمان فیلم به طور موازی روایت می‌شود. هرکدام از شخصیت‌های فیلم در موقعیت و شرایطی متمایز با سایرین هستند و دارای مشاغلی نظیر کارمند دفتری، سرباز، گلفروش، دانش آموز و بازنشسته هستند. داستان فیلم از صبح روز والنتاین شروع شده و تا شب ادامه می‌یابد.